# 精神健康諮詢委員會
精神健康諮詢委員會（英語：Advisory Committee on Mental Health）於2017年由香港政府成立。委員會負責就精神健康政策向政府提供意見，並協助政府制訂精神健康有關的政策、策略及措施，以加強香港精神健康服務。亦會跟進及監察同年公布的《精神健康檢討報告》中建議的落實情況。前任主席为黃仁龍。現任主席為林正財。

## 轄下機構
- 心理健康推廣諮詢委員會

## 歷任主席
- 黃仁龍（2017年12月1日-2023年11月30日）[1]
- 林正財（2023年12月1日-2025年12月1日）